# 浅野雅博
浅野 雅博（あさの まさひろ、1972年3月27日 - ）は、日本の俳優である。文学座所属。神奈川県出身。

## 出演

### 舞台
1995年
- 文学座本公演『愛の森』（紀伊國屋ホール）※初舞台

1996年
- 『守銭奴』（俳優座劇場）1999年再演

1997年
- 『夜明け前』（新国立劇場）

1998年
- ポイント東京『王女メディア』（世田谷パブリックシアター）
- 『めいっぱいに夢いっぱい』（紀伊國屋ホール）
- 『王様は白く思想する』（アトリエ）

1999年
- 『月の光にさそわれて』（俳優座劇場）

2000年
- 東宝『ビギン・ザ・ビギン』（帝国劇）
- 東宝『人生はガタゴト列車に乗って』（帝国劇場）
- 『高き彼物』（俳優座劇場）
- 『かどで・つり堀にて』（俳優座劇場）

2001年
- 自転車キンクリートSTORE『第17捕虜収容所』（紀伊國屋サザンシアター）
- 『モンテ・クリスト伯』（紀伊国屋サザンシアター）2004年再演

2002年
- 『アラビアンナイト』（青山円形劇場）2003年・2005年再演

2003年
- 『浮標』（新国立劇場）
- シアター21『スリーデイズ・オブ・レイン』（俳優座劇場）

2004年
- 『中二階な人々』（アトリエ）
- 『風の中の蝶たち』（紀伊國屋サザンシアター）
- 『THE CRISIS -ザ・クライシス-』（アトリエ）

2005年
- 地人会『島清、世に敗れたり』（紀伊國屋サザンシアター）
- 『風をつむぐ少年』（スペース・ゼロ）

2006年
- 加藤健一事務所『エキスポ』（本多劇場）
- 演劇集団キャラメルボックス『俺たちは志士じゃない』（サンシャイン劇場）
- 『ゆれる車の音』（紀伊國屋サザンシアター）
- 『シラノ・ド・ベルジュラック』（THEATRE1010）

2007年
- 加藤健一事務所『特急二十世紀』（本多劇場）
- レモンライブ『WOMAN』（下北沢駅前劇場）
- 劇団M.O.P. 『エンジェル・アイズ』（紀伊屋ホール）
- 『殿様と私』（紀伊國屋サザンシアター）
- 『かどで』（アトリエ）

2008年
- 『鳥瞰図―ちょうかんず―』（新国立劇場）2011年再演
- こまつ座『闇に咲く花』（紀伊國屋サザンシアター）2012年再演
- 『空の定義』（俳優座劇場）

2009年
- 東京ハートブレイカーズ『あの世の気持ち』（中野ザ・ポケット）
- 『ヘンリー六世』（新国立劇場）
- 『新宿ジャカジャカ〜その日、ギターは武器になったのか〜』（中野ザ・ポケット）

2010年
- レモンライブ 『パパは犯罪者!?』（下北沢駅前劇場）
- 『兵器のある風景』（俳優座劇場）
- 『モジョ・ミキボー』（下北沢OFFOFFシアター）2013年再演、地方巡演
- 『わが友ヒットラー』（下北沢ザ・スズナリ）
- G-up 『サンタクロースの作り方』（下北沢OFFOFFシアター）

2011年
- むーとぴあ『く・ち・づ・け』（下北沢駅前劇場）
- レモンライブ『TRAIN-TRAIN』（下北沢駅前劇場）
- 『鳥瞰図―ちょうかんず―』再演（新国立劇場）
- 『連結の子』（吉祥寺シアター）
- 『岸田國士傑作短編集』（紀伊國屋サザンシアター）

2012年
- 『るつぼ』（新国立劇場小劇場）
- こまつ座『闇に咲く花』再演（紀伊国屋サザンシアター）

2013年
- 『帰郷/The Homecoming』（シアター風姿花伝）
- 『ジャンヌ』（世田谷パブリックシアター）
- 『モジョ ミキボー』（インディペンデントシアター）
- 『もし、終電に乗り遅れたら…』（俳優座劇場）

2014年
- 『洋服解体新書』（座・高円寺 / 近鉄アート館）

2023年
- 『エンジェルス・イン・アメリカ』- ベリーズ 役[2]

2024年
- 『母さん』（俳優座劇場）[3]
- 『GOTT 神』（パルテノン多摩）[4]
- 『旅芸人の記録』（下北沢ザ・スズナリ / 扇町ミュージアムキューブ）[5][6]

2025年
- 『オイディプス王』（パルテノン多摩 大ホール / SkyシアターMBS）[7]
- 『梨泰院クラス』（東京建物 Brillia HALL / 箕面市立文化芸能劇場 大ホール / アイプラザ豊橋）[8][9]
- 『スリー・キングダムス Three Kingdoms』（新国立劇場）[10]

### テレビ
- 春燈
- 葵 徳川三代 - 三浦喜太夫
- 相棒シリーズ
  - season4 第3話
  - season13 第1話
- 逆光
- CutOut
- キズナのチカラ（ナレーション）
- 遺留捜査3
- 多摩南署たたき上げ刑事・近松丙吉 見知らぬ死体
- 東京駅お忘れ物預り所 大井川鉄道SL“かわね路"2分間の空白!!
- グッドパートナー 無敵の弁護士（2016年） - 堀丈太郎
- 妻、小学生になる。 第4話（2022年2月11日、TBS）- 広樹 役
- パンドラの果実〜科学犯罪捜査ファイル〜 Season1 第8話（2022年6月11日、日本テレビ） - 司会者 役
- きのう何食べた? Season2 第11話（2023年12月16日、テレビ東京） - 沢渡さん 役
- ホットスポット 第8話（2025年3月2日、日本テレビ）[11]

### 映画
- 臨場 劇場版（2012年） - 樋口康夫 役
- 心のありか（2023年）[12]
- ありきたりな言葉じゃなくて（2024年） - 鈴木りえの父 役[13]

### 吹き替え
- ラスト サムライ
- ブーリン家の姉妹
- アズールとアスマール（アズール（シリル・ムラリ））
- ER緊急救命室 シーズンⅩ #7（ジミー〈エフレン・ラミレッツ〉）
- 名探偵モンク
- 名探偵ポワロ（レイモンド・ボイントン）
- ミス・マープル3 ポケットにライ麦を（ピックフォード巡査部長）

### 劇場版アニメ
- 千と千尋の神隠し

### ラジオドラマ
- 朗読「先生はストリートミュージシャン」（NHKラジオ第一、2006年6月）
- FMシアター『あの人』（NHK-FM、2011年7月2日）
- 青春アドベンチャー『レディ・パイレーツ』（NHK-FM、2012年1月9日 - 2月3日）
- 青春アドベンチャー『氷山の南』（NHK-FM、2012年10月8日 - 26日）
- 特集オーディオドラマ『希望』（NHK-FM、2013年1月2日）
- 青春アドベンチャー『恋愛映画は選ばない』（NHK-FM、2013年6月3日 - 14日）
- FMシアター『夕暮れ迷子』（NHK-FM、2014年5月3日） - 中嶋修司（主演）

### CM
- 『デルモンテ』野菜と乳酸菌編/大豆と乳酸菌編

## 受賞歴
2025年
- 第32回読売演劇大賞 優秀男優賞（『オセロー』『旅芸人の記録』）